# Gran Interregno
Se conoce como Gran Interregno al período que transcurrió entre la muerte del Rey de romanos Conrado IV, en 1254, y la elección en 1273 de Rodolfo I de Habsburgo como nuevo Rey de romanos, tiempo durante el cual el cargo de emperador del Sacro Imperio Romano Germánico estuvo vacante o contó con emperadores nominales. Fue el resultado de la lucha victoriosa del papado contra la casa de Hohenstaufen que culminó con la vacante del trono imperial.
Esta época estuvo dominada por una concepción teocrática del derecho público, en la que se oponían los Hohenstaufen a la facción de los güelfos. En 1245, el papa Inocencio IV había tomado la iniciativa de deponer al emperador Federico II. Federico murió cinco años después y el papado no pudo imponer a un príncipe güelfo como sucesor. Se produjo una sangrienta competencia entre los príncipes del Sacro Imperio hasta que eligieron Rey de romanos, en 1273, a un conde de Suabia, Rodolfo I de Habsburgo.
Tuvo importantes consecuencias. Una de las más inmediatas y efímeras fue el aumento del poder del partido güelfo, así como de Carlos de Anjou, nuevo rey de Sicilia. La oposición gibelina había perdido su liderazgo y el rey angevino pudo hacer sentir entonces su influencia en el centro y norte de Italia. Otra consecuencia más duradera fue la descentralización del Imperio. La mayoría de los príncipes y ciudades germanos aprovecharon el trono vacante para lograr la independencia del poder central, falta de unidad que caracterizará a Alemania hasta el siglo XIX. La última consecuencia fue el comienzo de la importancia de la familia Habsburgo en la Europa Central, que llegará a ser una de las más poderosas de Europa, gobernando sus miembros ininterrumpidamente el Sacro Imperio Romano Germánico desde 1438 hasta su disolución por Napoleón I en 1806, y luego sobre el Imperio Austriaco hasta el final de la Primera Guerra Mundial en 1918. 

## Acontecimientos
Al morir el emperador Federico II en 1250, dio comienzo una etapa de luchas internas, revueltas ante un poder inexistente. Para lograr el mantenimiento de la paz en el Sacro Imperio Romano Germánico se empezaron a formar ligas, aunque no se consiguió plenamente. Se procedió a nombrar a un nuevo emperador, eligiendo los güelfos a Ricardo de Cornualles y los gibelinos a Alfonso X de Castilla, hijo de Beatriz de Suabia y, por tanto, perteneciente a la familia alemana de los Hohenstaufen.
Ricardo fue coronado en Aquisgrán, mientras que en Castilla se dio inicio el Fecho del Imperio, la aspiración de Alfonso X de Castilla para conseguir el trono imperial. Se convocaron Cortes en Castilla para recaudar dinero que hiciera posible al rey luchar por el trono imperial, pero las Cortes castellanas le denegaron el dinero al considerar que la aspiración del rey castellano era algo personal. Por ello, Alfonso X no acudió a Alemania ni pudo ser coronado. Sin embargo, Ricardo de Cornualles murió y se eligió a Rodolfo de Habsburgo, un noble de mediana importancia. Alfonso X de Castilla renunció finalmente a sus derechos al trono imperial en 1284, dejando el camino libre a Rodolfo, quien buscó favorecer su patrimonio familiar para asegurar su dinastía.
Durante esos reinados siempre se siguió buscando la expansión hacia el este del río Vístula, conquistando emplazamientos polacos, prusos, estonios, letones… Un hecho de gran importancia fue que, en ese tiempo tan inestable, el norte de Italia se separó definitivamente del Sacro Imperio Romano Germánico, siendo a partir de entonces los emperadores alemanes nombrados de iure reyes de Italia, pero no de facto. En Italia hubo también luchas entre güelfos y gibelinos, pero con una ideología política diferente a la germana, siendo luchas entre familias italianas.

## Aspirantes al trono imperial
- Conrado IV (1237-1254), rey de Alemania y Rey de romanos.
- Enrique Raspe (1246-1247), landgrave de Turingia, elegido Rey de romanos rival en 1246 por la facción güelfa.
- Guillermo de Holanda (1247-1256), conde de Holanda, elegido por la facción güelfa Rey de romanos en 1247 y coronado emperador en 1248, tras la excomunión de Federico II Hohenstaufen.
- Ricardo de Cornualles (1257), hermano de Enrique III de Inglaterra y conde de Cornualles y de Poitou, elegido por 4 príncipes electores el 17 de mayo de 1257 en Aquisgrán.
- Alfonso X de Castilla (1257), elegido por 3 príncipes electores el 1 de abril de 1257 en Fráncfort.